# Lokapāla

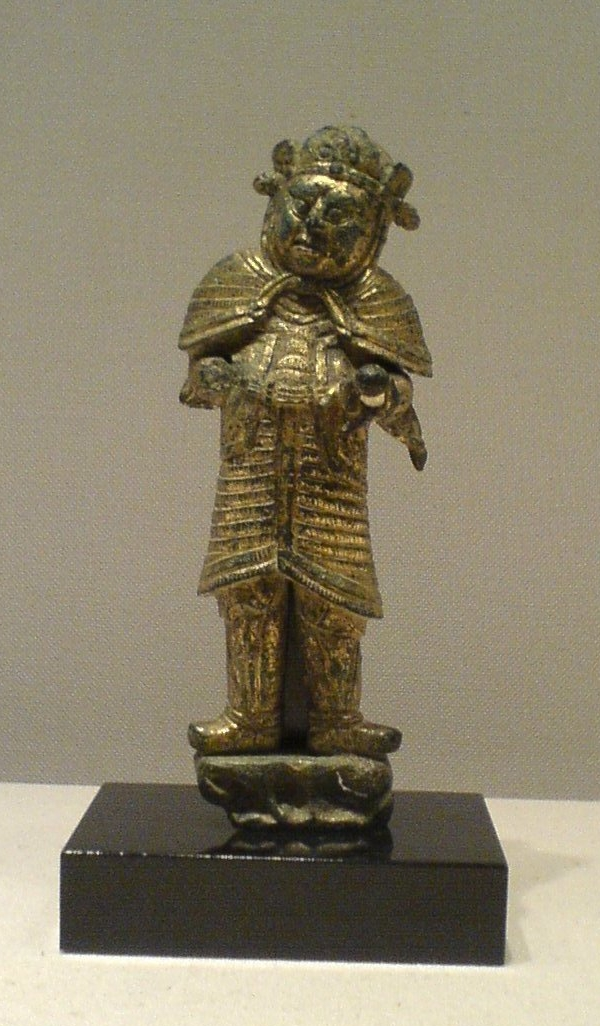
Lokapala

I Guardiani dei punti cardinali o Lokapāla (लोकपाल, letteralmente "guardiani del mondo"), sono le divinità induiste dei punti cardinali, e corrispondono nel buddismo ai Quattro Re Celesti (四天王S, Sì TiānwángP), conosciuti in coreano come Sacheonwang (사천왕), in giapponese Shitennō (四天王?), e in tibetano come rgyal.chen bzhi.
Essi sono:
| Nome   | Nome buddista | Direzione | Mantra                 | Arma  | Consorte   | Pianeta |
| ------ | ------------- | --------- | ---------------------- | ----- | ---------- | ------- |
| Kubera | Vaiśravaṇa    | Nord      | Oṃ Shaṃ Kuberāya Namaḥ | Gadā  | Kuberajāyā | Luna    |
| Yama   | Virūḍhaka     | Sud       | Oṃ Maṃ Yamāya Namaḥ    | Daṇḍa | Varahajāyā | Giove   |
| Indra  | Dhṛtarāṣṭra   | Est       | Oṃ Laṃ Indrāya Namaḥ   | Vajra | Śacī       | Sole    |
| Varuṇa | Virūpākṣa     | Ovest     | Oṃ Vaṃ Varuṇāya Namaḥ  | Pāśa  | Varuṇajāyā | Venere  |

Ad essi, ma solo nell'induismo, si aggiungono gli altri Re della Rosa dei venti (sanscrito अष्ट-दिक्पाल, Aṣṭa-Dikpāla):
| Nome                   | Direzione  | Mantra                  | Arma    | Consorte  | Pianeta  |
| ---------------------- | ---------- | ----------------------- | ------- | --------- | -------- |
| Īśāna                  | Nord-Est   | Oṃ Haṃ Īśānāya Namaḥ    | Triśūla | Īśānajāyā | Rāhu     |
| Agni                   | Sud-Est    | Oṃ Raṃ Agnaye Namaḥ     | Śakti   | Svāhā     | Marte    |
| Vāyu                   | Nord-Ovest | Oṃ Yaṃ Vayuve Namaḥ     | Aṅkuśa  | Vayujāyā  | Saturno  |
| Nirṛti (anche Rakṣasa) | Sud-Ovest  | Oṃ Kṣaṃ Rakṣasāya Namaḥ | Khaḍga  | Khaḍgī    | Mercurio |
| Brahmā                 | Zenit      | Oṃ Hriṃ Brahmaṇe Namaḥ  | Cakra   | Sarasvatī | Ketu     |
| Ananta                 | Nadir      | Oṃ Aṃ Anantāya Namaḥ    | Padma   | Lakshmi   | Lagna    |